# رستم قاسم‌جانف
رستم قاسم‌جانف (ازبکی: Rustam Qosimjonov; انگلیسی: Rustam Kasimdzhanov; روسی: Рустам Касымджанов زادهٔ ۵ دسامبر ۱۹۷۹) یک استادبزرگ شطرنج اهل ازبکستان است. وی در سال ۲۰۰۴ میلادی به مقام نخست مسابقات قهرمانی شطرنج جهان فیده دست یافت.